# Pomnik Harcerski przy ul. Za Cytadelą w Poznaniu
Pomnik Harcerski przy ul. Za Cytadelą – pomnik upamiętniający poległych i zamordowanych harcerzy ze Starego Miasta w Poznaniu. Zlokalizowany na północnym skraju Cytadeli, przy ul. Za Cytadelą róg Żniwnej.
Obiekt ma formę nieregularnego obelisku, wykonanego z jasnego kamienia. Towarzyszy mu tablica metalowa z napisem: Poległym i pomordowanym w walce o niepodległość Ojczyzny Harcerkom i Harcerzom staromiejskiej dzielnicy Poznania. 1918-1919. 1939-1945. Harcerze Hufca Piast. Na obelisku wyryto insygnia harcerskie (krzyże), a całość zwieńczono sylwetką stylizowanego orła.
Projektanci i autorzy:
- tablica – Józef Kaliszan,
- prace kamieniarskie – Marian Skrzypczak,
- odlew tablicy – Saturnin Skubiszyński,
- zleceniodawca – Miejski Komitet Ochrony Pamięci Walk i Męczeństwa,
- fundator – harcerze Hufca Piast.

Odsłonięcie w obecnej formie nastąpiło w 1987. Wówczas usunięto wcześniejszą inskrypcję o treści: Pamięcią czcimy zwycięstwa naszych Ojców oraz  Powstańcom harcerzom lat 1918-1919 i podpis Zuchy, harcerki i harcerze oraz instruktorzy hufca ZHP im. Powstańców Wielkopolskich. Poznań Stare Miasto. Zwracano wtedy uwagę w prasie na nielogiczne sformułowanie pomordowanym w walce.